# Afghanistan Football Federation Stadium
Das Afghanistan Football Federation Stadium ist ein Fußballstadion in der afghanischen Hauptstadt Kabul. In diesem 5000 Zuschauerplätze bietenden Stadion wurden alle Spiele der Afghan Premier League 2012 ausgetragen, da es kein anderes nutzbares Stadion zur Verfügung stand.

## Geschichte
Im Auftrag der Afghanistan Football Federation (AFF) wurde für die neue afghanische Fußball-Profiliga Afghan Premier League ein Stadion in der Nähe des Nationalstadions errichtet, da dieses nicht die Anforderungen der FIFA entspricht. Das Projekt wurde von FIFA Goal finanziert. Das Stadion wurde mit dem Eröffnungsspiel der APL 2012 De Maiwand Atalan gegen Shaheen Asmayee (3:1) eröffnet.
Am 20. August 2013 fand im AFF-Stadion ein Länderspiel zwischen den Nationalmannschaften Afghanistans und Pakistans statt. Es war für die Afghanen das erste Heimspiel nach zehn Jahren. Sie gewannen es mit 3:0. Zwei Tage später wurde an selber Stelle die zweite Saison der afghanischen Fußball-Liga APL eröffnet.